# Разведывательное сообщество Аргентины
Разведывательное сообщество Аргентины (исп. Sistema de Inteligencia Nacional, дословно — «система национальной разведки», SIN) — система разведывательных организаций Аргентины.
Включает в себя следующие организации:
- Секретариат разведки (СИДЕ);
  - Национальная школа разведки (Национальная  школа разведки (Аргентина));
  - Директорат судебного надзора (Директорат судебного надзора (Аргентина));
- Национальный директорат криминальной разведки (Национальный  директорат криминальной  разведки (Аргентина));
- Национальный  директорат стратегической военной разведки.

Национальное разведывательное сообщество Аргентины сформировано в соответствии с национальным Законом о реформе разведки 2001 года.